# Свети Примож на Похорју
Свети Примож на Похорју (словен. Sveti Primož na Pohorju) је насељено место у општини Вузеница, Корушка регија, Словенија.

## Историја
До територијалне реорганизације у Словенији био је у саставу старе општине Радље об Драви.

## Становништво
У попису становништва из 2011. године, Свети Примож на Похорју је имао 343 становника.
| Број становника према пописима | Број становника према пописима | Број становника према пописима |
| ------------------------------ | ------------------------------ | ------------------------------ |
| 1991                           | 2002                           | 2011                           |
| 328                            | 351                            | 343                            |